# Escuderia Corso
L'Escuderia Corso fou una entitat esportiva catalana dedicada a l'automobilisme que tingué activitat durant la dècada de 1940. Tenia la seu a Barcelona i fou impulsada per César Apezteguía, Salvador Fábregas, Francesc Godia i Joan Jover amb la finalitat de participar en proves internacionals, en una època en què era molt difícil sortir de l'estat espanyol per a fer-ho. L'entitat durà poc, ja que a les tres primeres curses en què participaren (Albi, Montlhéry i Torí) no tingueren gaire èxit esportiu ni econòmic.